# Amazone guatémaltèque
Amazona guatemalae
Espèce
L'Amazone guatémaltèque (Amazona guatemalae) est une espèce d'oiseaux de la famille des Psittacidae.

## Répartition
Cette espèce vit en Amérique centrale, du Sud-Est du Mexique jusqu'à l'Ouest du Panama.

## Taxinomie
Précédemment traitée comme une sous-espèce de l'Amazone poudrée (A. farinosa), elle en est séparée à la suite de l'étude phylogénétique de Wenner et al. (2012) suivie par le Congrès ornithologique international (dans sa classification version 5.2, 2015) et Handbook of the Birds of the World.
Selon le Congrès ornithologique international et Alan P. Peterson il existe deux sous-espèces :
- Amazona guatemalae guatemalae (P.L. Sclater, 1860) ;
- Amazona guatemalae virenticeps (Salvadori, 1891).